# Сан Масимо (Кампобасо)
Сан Масимо (итал. San Massimo) је насеље у Италији у округу Кампобасо, региону Молизе.
Према процени из 2011. у насељу је живело 328 становника. Насеље се налази на надморској висини од 615 м.

## Становништво
| 1931. | 1936. | 1951. | 1961. | 1971. | 1981. | 1991. | 2001. | 2011. |
| ----- | ----- | ----- | ----- | ----- | ----- | ----- | ----- | ----- |
| 1.125 | 1.059 | 1.053 | 732   | 638   | 715   | 705   | 723   | 836   |